# Nobsin
Nobsin est une commune rurale située dans le département de Mogtédo de la province du Ganzourgou dans la région du Plateau-Central au Burkina Faso.

## Géographie
Nobsin est situé à environ 5 km au sud-ouest du centre de Mogtédo, le chef-lieu du département, et de la route nationale 4.

## Économie
L'économie de la commune de Nobsin est traditionnellement basée sur l'agriculture traditionnelle. Cependant, l'ouverture en mai 2019 (en présence du Premier ministre Christophe Dabiré) d'une importante mine d'or à ciel ouvert – la quinzième exploitation d'or industrielle du pays à cette date – par la société canadienne Orezone de Bomboré SA change fondamentalement l'activité de la zone et du département. Les réserves du site sont estimées à 31 tonnes d'or brut, pour une exploitation devant durer une douzaine d'années sur une zone de 25 km2, avec environ 700 emplois concernés dont 90 % de locaux annoncés, et une estimation de 144 milliards de Franc CFA de taxes et impôts pour le budget du pays. Nobsin était toutefois auparavant un site d'orpaillage clandestin, où traditionnellement des puits de 20 à 30 mètres de profondeur étaient exploités par des mineurs indépendants, dont de nombreux enfants exploités (plus de 700 sur ce site),.

## Santé et éducation
Nobsin accueille un centre de santé et de promotion sociale (CSPS) tandis que le centre médical avec antenne chirurgicale (CMA) se trouve à Zorgho.